# Рейхенбахские конвенции (1813)
Рейхенбахские конвенции 1813 года — серия соглашений, подписанных в Рейхенбахе между Великобританией, Пруссией, Россией и Австрией в процессе перемирия.

## Предыстория
Выиграв два генеральных сражения при Лютцене и при Бауцене, Наполеон не сумел разбить русско-прусскую объединённую армию. Исход сражений «стал большим разочарованием». Понеся значительные потери, Наполеон всего лишь оттеснил союзную армию вдоль линии отступления. Одновременно Наполеон проигрывал Великобритании. В конце мая британский генерал Веллингтон начал успешное наступление в Испании. 26 мая французы эвакуировали Мадрид. Учитывая обстановку, Наполеон пришёл к выводу о необходимости заключить перемирие, с тем, чтобы восстановить кавалерию, привести в порядок измотанную в боях армию. Соглашение о перемирии было подписано 4 июня в Плейсвице. Предполагалось, что перемирие будет действовать до 20 июля.
В «течение следующих двух с половиной месяцев высшая европейская дипломатия сосредоточилась на небольшой территории между ставкой Наполеона в Дрездене» и главным штабом коалиции в Рейхенбахе.

## Рейхенбахские конвенции
14 июня 1813 года было подписано соглашение между Пруссией и Великобританией. Со стороны Пруссии соглашение было подписано фон Гарденбергом, со стороны Великобритании сэром Ч. Стюартом. Согласно соглашению, Великобритания обязывалась:
- уплатить Пруссии 666.666 фунт стерлингов на содержание 80-ти тысячной армии в течение второго полугодия 1813 года;

- признать границы Пруссии по состоянию на 1806 год, в случае победы союзной армии.

В свою очередь, Король Пруссии обязывался уступить в пользу Ганновера Гильдесгеймское епископство.
15 июня 1813 года было подписано соглашение между Россией и Великобританией. Со стороны России соглашение было подписано Нессельроде и Анстедтом, со стороны Великобритании лордом Кэткартом. Согласно соглашению, Великобритания обязывалась до 1 января 1814 года выплатить России 1 333 334 фунт стерлингов на содержание 160-ти тысячной армии и 500 000 фунт стерлингов на содержание русского флота, находившегося в гаванях Англии.
Великобритания, Россия и Пруссия договорились выпустить под гарантии сторон ассигнации на сумму 5 000 000 фунтов стерлингов «федеративные деньги». 2/3 суммы предоставлялось в распоряжение России, 1/3 суммы — Пруссии.
В случае присоединения Австрии к коалиции, Великобритания обязывалась выплатить Австрии 1 000 000 фунтов стерлингов.
27 июня в Райхенбахе был подписан секретный договор между Австрией, Россией и Пруссией.
Согласно ст. 1 договора, император Австрии Франц I, пригласив дворы российский и прусский вступить при его посредничестве в переговоры с Францией «о заключении предварительного мира, который мог бы послужить основанием для заключения всеобщего мира», и назначив условия (ст. 2 договора), которые Франц I считает необходимыми для восстановления баланса сил в Европе, обязуется объявить войну Франции и присоединить свои войска к русско-прусским, если до конца перемирия Францией не будут приняты, предложенные им условия.
Согласно ст. 2, «назначается»:
- ликвидация герцогства Варшавского и его раздел «между Россией, Пруссией и Австрией»;

- увеличение владения Пруссии: передать Данциг и часть территории герцогства Варшавского вследствие его раздела. Вывести французские войска из крепостей на прусской и польской территориях;

- возвращение иллирийских провинций Австрии;

- восстановление ганзейских городов, по крайней мере, Гамбурга и Любека, включая прежние их территории.

Согласно ст. 3, в случае несогласия Франции с условиями ст. 2, Австрия обязуется немедленно приступить к военным действиям против Франции.
Согласно ст. 4, с момента начала Австрией военных действий, Россия и Пруссия обязуются действовать вместе с Австрией, как союзники. Россия и Пруссия обязуются выставить все свои войска, которыми располагают в «настоящую минуту».
Согласно ст. 5, «во все время продолжения военных действий»: Австрии иметь армию численностью не менее 150 000 чел.; России — 150 000 чел; Пруссии — 80 000 чел.
Согласно ст. 7, стороны обязались не вступать в какие-либо соглашения или переговоры относительно мира или ведения войны;
Согласно ст. 8, как можно быстрее приступить к составлению соглашения относительно совместных военных действий.
Договор (конвенцию) подписали, уполномоченные монархами:
От России — граф Нессельроде,
От Пруссии — барон Гарденберг,
От Австрии — граф Стадион

## Последствия
1. Во исполнение ст. 8 Рейхенбахской конвенции от 27 июня, в замке Трахенберг с 10 по 12 июля 1813 года состоялось совещание по вопросу выработки плана ведения согласованных боевых действий союзных войск против Наполеона. Согласно выработанной диспозиции, союзные войска должны были действовать наступательно. Главным силам расположиться в Богемии так, чтобы «удобно предупреждать» возможные действия Наполеона. Положение Богемии «способствовало войскам союзников направляться в обход армии Наполеона, расположенной на Эльбе, не подвергая опасности собственные сообщения». Данные обстоятельства «заставляли Наполеона ограничиться обороной Эльбы, не отдаляясь от реки на значительное расстояние»: при «решительном» наступлении французов в сторону Одера союзники получили бы возможность отрезать Наполеона от сообщений с Францией.
2.	28 июня в Дрездене Меттерних предъявил Наполеону условия, выработанные в Рейхенбахе 27 июня. Наполеон согласился продлить перемирие до 10 августа 1813 года и провести мирные переговоры на конгрессе в Праге при посредничестве Австрии. На конгрессе 7 августа русско-прусская сторона выдвинула новые требования французской, существенно дополнив рейхенбахские условия. Однако, «Наполеона подвела его пагубная самонадеянность»: «если бы он немедленно принял новые требования, то война была бы окончена». Он был уверен, что Австрия тотчас не решится принять сторону неприятеля по истечении перемирия. 12 августа Меттерних направил ноту об объявлении войны французскому послу при Венском дворе графу Нарбонну. Образовалась более мощная коалиция европейских держав в войне против Наполеона на предстоящую осеннюю компанию 1813 года.